# Kallergis
Kallergis ist der Name eines byzantinisch-kretischen Adelsgeschlechts, das vom byzantinischen Kaiser Nikephoros II. Phokas abstammen soll und eine Zeit lang Kreta beherrschte.

## Herkunft und Namenserklärung
Kaiser Alexios II. Komnenos (griechisch Αλέξιος Β’ Κομνηνός) sandte im Jahr 1082 vornehme Siedler der großen byzantinischen Familien Phokas, Ghavalas, Vlastos und anderen nach Kreta, denen großer Grundbesitz und Privilegien übertragen wurden. Sie begründeten eine neue byzantinisch-kretische Aristokratie, welche in den folgenden Perioden der venezianischen Herrschaft und der türkischen Besetzung, bei den Revolutionen, den Kämpfen des kretischen Volkes, bei allen Ereignissen an der Spitze stand.

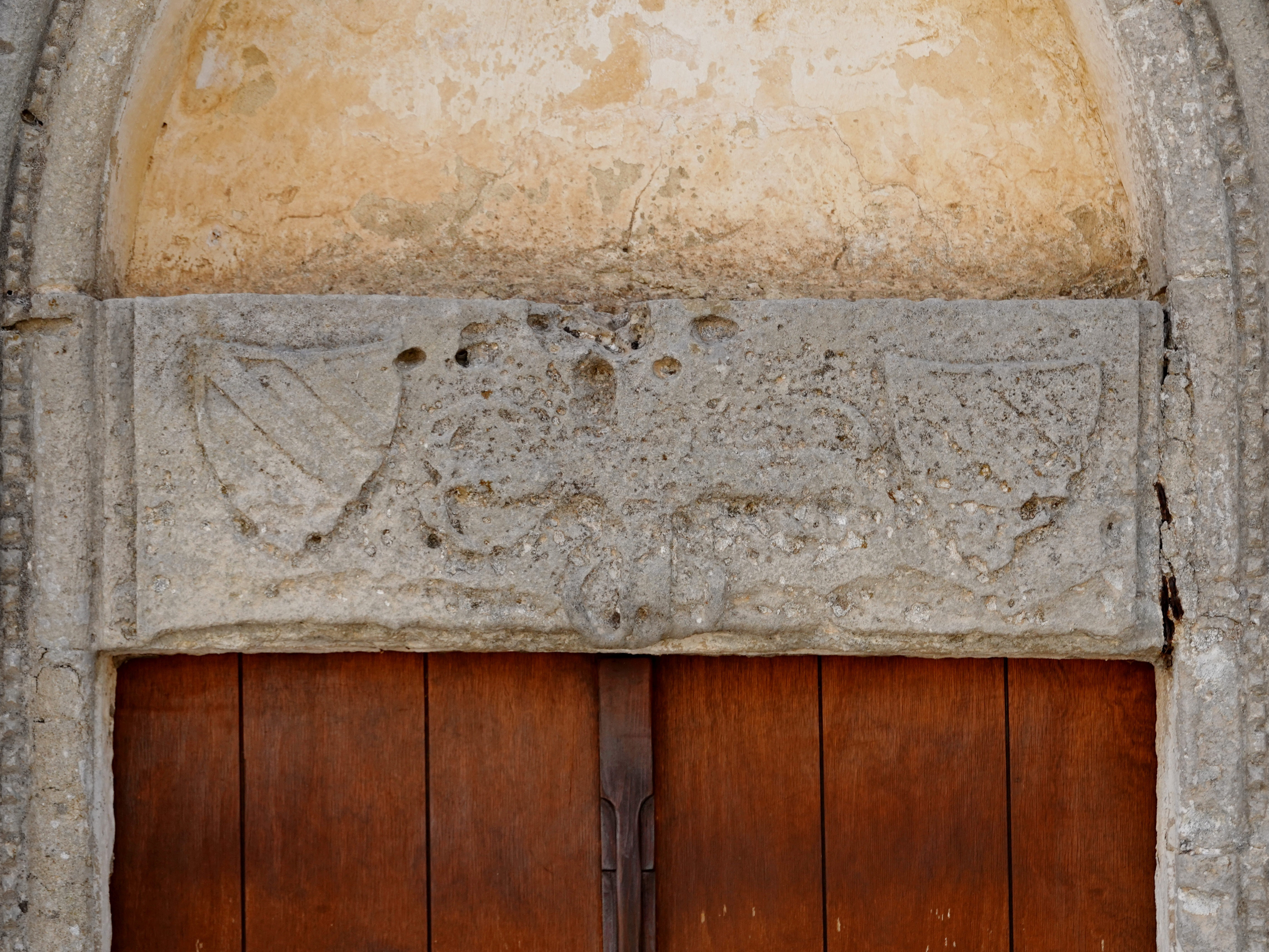
Wappen der Kallergis am Türsturz der Kirche Naos Panagias in Thronos

Während der venezianischen Herrschaft änderten die Phokas ihren Namen zu Kallergis. Richard Nikolaus Coudenhove-Kalergi beschreibt in seinem Buch An Idea Conquers the World, dass der Name Kallergis aus den griechischen Wörtern kalon (= schön) and ergon (von ergō = „Arbeit, Aufgabe, Tat“) zusammengesetzt ist (Καλλ(ι)έργης → Καλλέργης; später verwendet in den Variationen Kalergis, Calergis, Kallergi, Callergi, Calergi).
Große Teile Kretas gehörten den genannten Adelsfamilien. Deshalb existieren heutzutage Dörfer namens Kallergiana (Καλλεργιανά, 35° 28′ 55,8″ N, 23° 40′ 35,1″ O) bei Kissamos oder Kallergo (Καλλέργω oder Καλλέργο, 35° 21′ 15,7″ N, 24° 40′ 22,7″ O) bei Rethymno. Im Gebirgsmassiv der Weißen Berge (Λευκά Όρη Lefka Ori) gibt es einen Berg namens Kallergis (Höhe 1650 Meter).
Die herausragende Stellung der Kallergis und ihre Privilegien blieben während der venezianischen Herrschaft auf Kreta bestehen, da sie zu den „privilegiati“ (Αρχοντορωμαίοι) und mitunter zu den „nobili Veneti“ zählten.
Mit dem Ende der venezianischen Herrschaft nach der Eroberung Kretas durch das Osmanische Reich (1669) flohen viele Kallergis auf die Ionischen Inseln sowie nach Euböa, Venedig oder Russland.
In Venedig, wo dieser Zweig der Familie den Namen Calergi führte, verband sie sich durch dynastische Heiraten mit den Familien Vendramin, Crespi und Grimani.
Die Geschichte der Familie ist auch verbunden mit dem Palazzo Vendramin, der in Venedig am Canal Grande liegt und in dem 1883 Richard Wagner starb.

## Berühmte Namensträger
- Alexios Kalergis, Anführer des kretischen Aufstandes von 1283 bis 1299 gegen Venedig
- Dimitrios Kallergis (1803–1867), griechischer General und Staatsmann
- Maria Kalergis (1822–1874), polnische Pianistin und Mäzenin
- Richard Nikolaus Coudenhove-Kalergi (1894–1972), japanisch-österreichischer Schriftsteller, Politiker und Gründer der Paneuropa-Union